# Nibyszczecinki
Nibyszczecinki (łac. pseudosetae) – element anatomiczny niektórych pcheł.
Nibyszczecinki zlokalizowane są na spodniej stronie collare. Zbliżone są wyglądem do drobnych szczecinek, od których różnią się tym, że nie są osadzone w jamkach.